# Războiul Francez și Indian
Războiul Francez și Indian (1754–1763) a fost un teatru de operațiuni al Războiului de Șapte Ani, în care s-au opus coloniile nord-americane ale Imperiului Britanic celor ale francezilor, fiecare din cele două tabere fiind susținută de diferite triburi de băștinași americani. La începutul războiului, coloniile franceze aveau o populație de circa 60.000 de coloniști, față de cei with 2 milioane din coloniile britanice. Depășiți numeric, francezii s-au bazat deosebit de mult pe aliații lor băștinași.
La doi ani de la izbucnirea războiului, în 1756, Marea Britanie a declarat război Franței, declanșând Războiul de Șapte Ani, care s-a desfășurat în toată lumea. Chiar dacă Războiul Francez și Indian a fost un teatru de operațiuni al acestui conflict mai amplu, în Statele Unite el este văzut ca un conflict separat neasociat cu războiul european. Canadienii francezi îi spun guerre de la Conquête („Războiul de Cucerire”).
Coloniștii britanici au fost susținuți în diverse momente de triburile Iroquois, Catawba⁠(d), și Cherokee, în timp ce coloniștii francezi erau susținuți de membrii Confederației Wabanaki⁠(d) — Abenaki și Mi'kmaq⁠(d) — și de Algonquin⁠(d), Lenape⁠(d), Ojibwa, Ottawa⁠(d), Shawnee⁠(d), și Wyandot (Huron). Luptele s-au dus în principal de-a lungul frontierelor între Noua Franță și coloniile britanice, din Provincia Virginia în sud până în Newfoundland în nord. Ele s-au iscat de la o dispută pe tema controlului asupra confluenței între râul Allegheny⁠(d) și râul Monongahela⁠(d) denumită Furcile lui Ohio⁠(d), și asupra zonei Fortului francez Duquesne⁠(d) din punctul care avea mai târziu să devină Pittsburgh, Pennsylvania. Disputa a escaladat în violențe în bătălia de la Jumonville Glen⁠(d) în mai 1754, timp în care milițieni virginezi sub comanda lui George Washington (în vârstă atunci de 22 de ani) a prins o patrulă franceză într-o ambuscadă.
În 1755, șase guvernatori coloniali s-au întâlnit cu generalul Edward Braddock⁠(d), comandantul Armatei Britanice recent sosit, și au pus la cale un atac pe patru căi împotriva francezilor. Niciuna din căi nu a avut succes, și efortul principal⁠(d) al lui Braddock s-a soldat cu un dezastru; el a pierdut bătălia de pe Monongahela⁠(d) din 9 iulie 1755, și a murit după câteva zile. Operațiunile britanice au eșuat în zonele de frontieră ale Provinciei Pennsylvania⁠(d) și ale Provinciei New York în anii 1755–1757 din cauza unei combinații între conducerea slabă, disensiunile interne, acțiuni eficiente ale iscoadelor canadiene⁠(d), forțelor regulate franceze, și aliaților războinici băștinași ai acestora. În 1755, britanicii au capturat Fort Beauséjour⁠(d) de pe granița ce despărțea Nova Scotia de Acadia, și curând au ordonat expulzarea acadienilor⁠(d) (1755–1764). Ordinele de deportare au fost date de comandantul suprem William Shirley⁠(d) fără îndrumări în acest sens din Marea Britanie. Au fost expulzați toți acadieni, atât cei capturați cu arme cât și cei care juraseră credință regelui. Și băștinașii au fost izgoniți din acel teritoriu, pentru a face loc coloniștilor din New England.
Guvernul britanic al lui Pitt a căzut din cauza dezastruoaselor campanii din 1757, inclusiv eșecul unei expediții împotriva Louisbourgului⁠(d) și asediului Fortului William Henry⁠(d); aceasta din urmă a fost urmată de torturarea și masacrarea victimelor coloniale de către băștinași. William Pitt a venit la putere și a crescut semnificativ resursele militare britanice în colonii la un moment în care Franța nu era dispusă să riște convoaie mari pentru a sprijini forțele limitate pe care le aveau în Noua Franță, preferând să își concentreze forțele împotriva Prusiei și aliaților ei care duceau Războiul de Șapte Ani în Europa. Conflictul din Ohio a luat sfârșit în 1758 prin victoria britanicilor în comitatul Ohio. Între 1758 și 1760, armata britanică a lansat o campanie de capturare a Canadei Franceze. Ei au reușit să captureze teritorii în coloniile înconjurătoare și în cele din urmă și orașul Quebec (1759). În anul următor, britanicii au fost victorioși în Campania Montreal⁠(d) în urma căreia francezii au cedat Canada în conformitate cu tratatul de la Paris (1763).
Franța a cedat și teritoriile sale de la est de Mississippi Marii Britanii, precum și Louisiana Franceză de la vest de râul Mississippi aliatei sale Spania în compensație pentru pierderea de către Spania a Floridei Spaniole⁠(d) în favoarea Marii Britanii (Spania cedase Florida Marii Britanii în schimbul retrocedării Havanei). Prezența colonială franceză la nord de Caraibe a fost redusă la insulele Saint Pierre și Miquelon, consfințind poziția Marii Britanii drept puterea colonială dominantă în America de Nord.

## Cauze

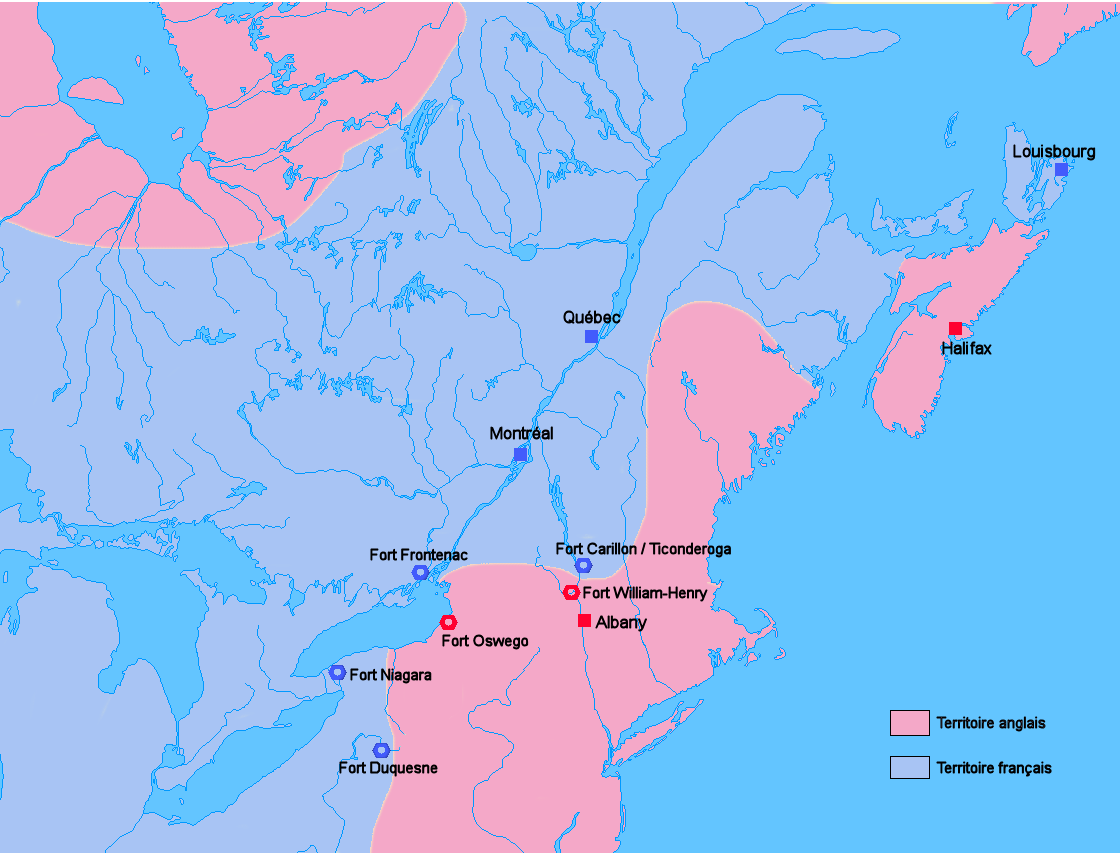

În iunie 1747, influența comercianților britanici s-a extins. De aceea, guvernatorul Noii Franțe i-a ordonat lui Pierre-Joseph Celeron să conducă o expediție militară în zonă. Obiectivul său era acela de a atrage indigenii în tabăra franceză pentru a avea suficientă forță în a se opune sferei britanice. 
Celeron, în expediția sa, a fost însoțit de 200 de soldați și 30 de indigeni. Expediția sa a acoperit 4800 de km în intervalul iunie-noiembrie 1749. A traversat fluviul Sfântului Laurențiu și a continuat traseul de-a lungul malului nordic al lacului Ontario, trecând de la Portage la Niagara, și urmând malul sudic al lacului Erie. La Chautauga Portage, expediția s-a îndreptat spre râul Allegheny.Ori de câte ori întâlnea pe drum comercianți britanici de blănuri, Celeron îi informa de revendicările francezilor și le ordona să plece.
Când Celeron a sosit la Logstown, amerindienii din zonă au susținut că vor să dețină teritoriile din Ohio și că vor comercializa în continuare cu britanicii. Celeron și-a continuat expediția până când a ajuns în satul Pickawillany, unde s-a întâlnit cu căpetenia tribală . Celeron l-a amenințat pe acesta că vor urmă consecințe grave dacă indienii vor conținuă comerțul cu britancii. Dar căpetenia a ignorat avertismentul, iar Celeron a revenit la Montreal în noiembrie 1749.
Guvernatorul britanic a oferit terenuri indienilor pentru a dezvolta comerțul și chiar a construit o fortăreața pentru a le asigura protecția. În 1750, Christopher Gist a acționat în numele Companiei Ohio din Virginia pentru a purta negocierile cu triburile de indieni la Logstown, încheind tratatul cu aceștia în 1752, la care au participat căpetenia Tanacharison și un reprezentant al Irochezilor, prin care indienilor li se păstra dreptul de vânătoare pe Valea Ohio. 
În cursul anului, noul guvernator al Noii Franțe, marchizul Duquesne, a trimis o nouă expediție în Ohio sub comanda ofițerului Charles Michel de Langlade, însoțit de 300 de soldați francezi-canadieni și războinici din Ottawa. Obiectivul lor era pedepsirea băștinașilor din Pickawillany pentru că nu au respectat ordinele lui Celeron în a înceta comerțul cu britanicii. La 21 iunie, francezii au atacat centrul comercial, capturând trei comercianți și ucigând 14 indigeni, inclusiv pe căpetenia acestora. 
În primăvară 1753, Paul Marin de la Malgue a primit comanda a 2000 de soldați și a primit ordin de a proteja teritoriul britanic din Valea Ohio. Marin a urmat traseul lui Celeron, construind fortărețe, ca Fort Presque Isle pe malul lacului Erie și Fortul Le Beouf pentru a proteja izvoarele LeBoeuf Creek. A capturat comercianți britanici. Acest act i-a alarmat britanicii și pe irochezi și astfel, Tanagrisson, căpetenia Mingo, a mobilizat trupe și le-a dus până la fortul La Boeuf, amenințându-i pe francezi. Irochezii au trimis delegați la conacul lui William Johnson din nordul statului New York, un inspector britanic pentru afacerile indigenilor, fiind chiar un membru de onoare al irochezilor. Acesta s-a întâlnit cu guvernatorul Clinton și cu ceilalți oficiali din coloniile americane la Albany. Căpetenia Hendrick Theyanoguin, președintele consiliului tribal mohawk, a insistat ca britanicii să respecte obligațiile și să blocheze extinderea franceză, amenințând cu ruperea relației de prietenie dintre Confederația Irocheză și Coroana Britanică. 
Guvernatorul Robert Dinwiddie din Virginia, investitor al companiei Ohio, a susținut că pierde profit dacă francezii își continuă acțiunile militare. Pentru a contracara prezența militară franceză în Ohio, în octombrie 1753, Dinwiddie l-a desemnat pe maiorul în vârstă de 21 de ani, George Washington din regimentul Virginia. Pentru a-i determina pe francezi să părăsească Virginia, Washington a plecat cu un corp mic spre Fort Le Boeuf. Au ajuns apoi la Williamsburg pe 16 ianuarie 1754, în care Washington declara că francezii au măturat sudul, fortificând zona cu intenția de a întări confluența râurilor Allegheny și Monongahela și raportând că francezii cunosc bine zona Ohio.. Chiar înainte de întoarcerea sa, Dinwiddie a trimis un corp de 40 de oameni sub comanda lui William Trent pentru a începe construirea unui fort. Guvernatorul Duquesne și-a suplimentat forțele franceze sub comanda lui Claude-Pierre Pecaudy de Contrecoeur, care s-a dus cu 500 de soldați la sud de Fort Venango în aprilie 1754. Când forțele au ajuns la 16 aprilie, Contecoeur i-a permis lui Trent să se retragă și a continuat construirea Fortului Duquesne. 

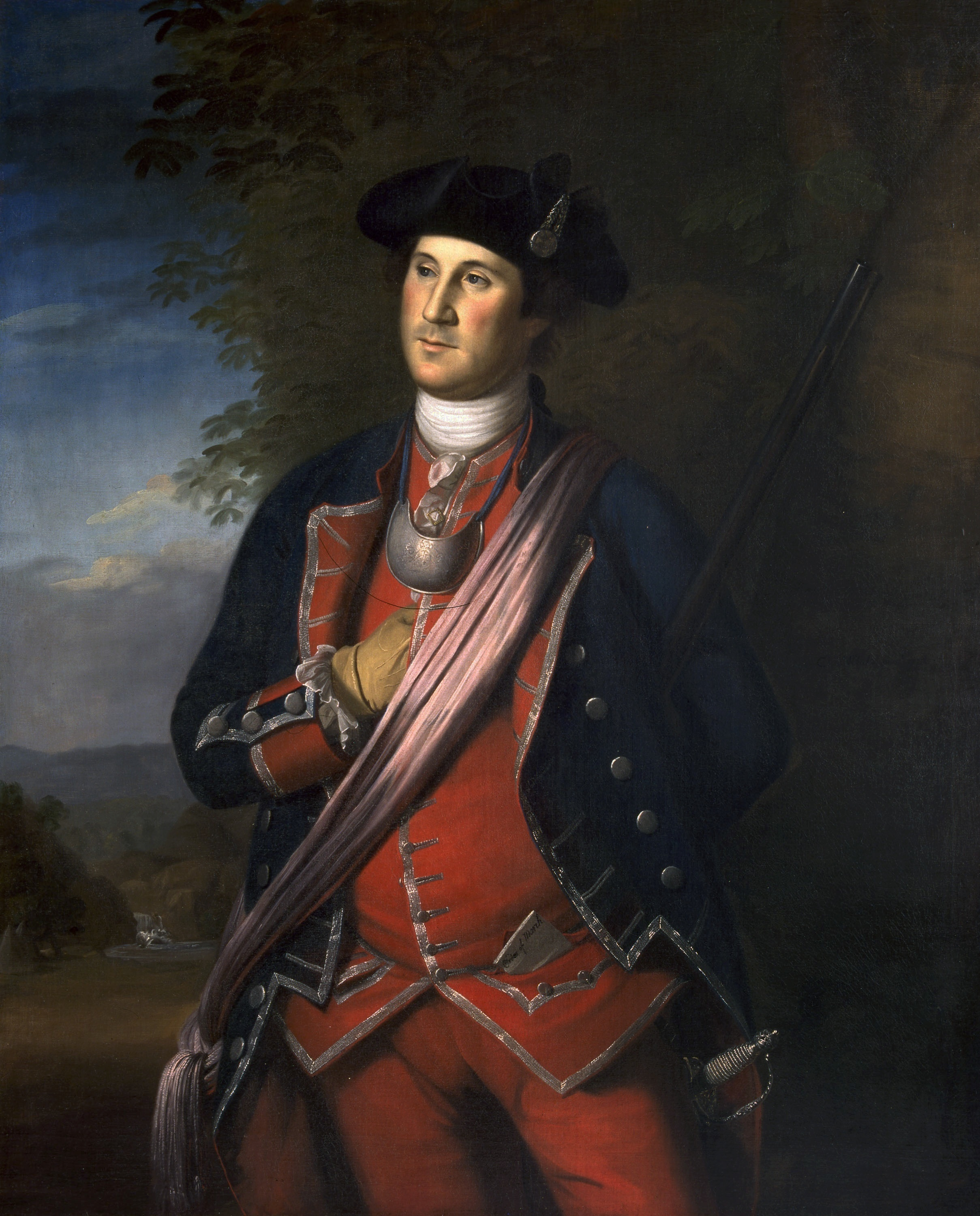
Washington in 1772

După ce Washington a revenit la Williamsburg, Dinwiddie a ordonat suplimentarea forțelor lui Trent pentru a termina lucarea sa. Tanaghrisson promitea sprijin britanicilor, iar Washington continua să avanseze spre Fort Duquesne, întâlnindu-se cu căpetenia Mingo. Pe 28 mai, cu forțele lui Tanaghrisson, Washington i-a surprins pe francezi în Bătălia de la Jumonville Glen, ucigându-l chiar pe comandantul francez, deschizând astfel ostilitățile anglo-franceze în valea Ohio. După bătălie, Washington s-a retras, stabilindu-se la Fort Necessity. La 3 iulie, francezii, însoțiți de războinici Shawnee, Delaware și Mingo l-au atacat și l-au forțat pe Washington să se predea, negociind o retragere.
În anul următor, guvernul ducelui Newcastle a decis să trimită o expediție militară în America de Nord, alegându-l drept comandant pe maiorul general Edward Braddock. Ca răspuns, regele francez Ludovic al XV-lea a trimis șase regimente către Nouă Franța sub comanda braronului Dieskau în 1755. Britanicii, intenționând să blocheze porturile franceze, în februarie 1755, flota franceză naviga deja. Amirarul Edward Hawke a comandant o escadrilă rapidă în zona pentru a-i intercepta pe francezi. La 8 iunie, Edward Boscawen a ordonat tragerea în corabia franceză Alcide, capturând-o cu încă două corăbii. Britanicii au hărțuit transportul maritim francez, sechestrând corăbiile și capturandu-i pe marinari. În primăvară anului 1756, Marea Britanie și Franța și-au declarat război oficial. 

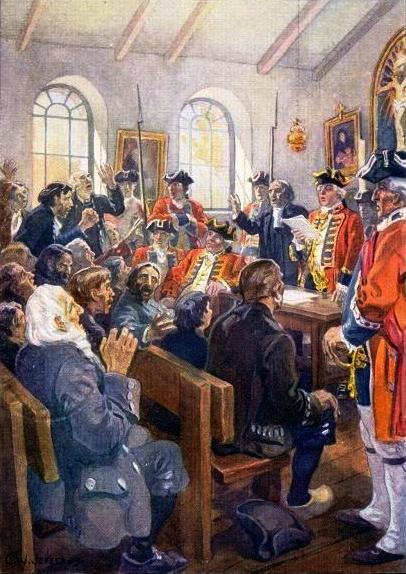
Ordinul de deportare a acadienilor

## 1755:Campaniile britanice
Britanicii au planificat operațiuni agresive pentru anul 1755. Generalul Braddock a condus o expediție împotriva fortului Duquesne în timp ce guvernatorul provincial al Massachusetts, William Shirley, a primit ordinul de fortificare a fortăreței Osego și a atacat fortul Niagara. Sir William Johnson a capturat fortul Sf. Frederic, iar locotenentul-colonel Robert Manckton a capturat fortul Breausejour din est, la frontierea dintre Nova Scoția și Acadia. 
Braddock, cu George Washington drept consilier, a condus un corp 1500 de militari și miliții provinciale într-o expediție din iunie pentru a captura Fort Duquesne. Expediția s-a dovedit a fi dezastruoasă, acesta fiind atacat de soldați francezi și de indienii ce i-au pregătit o ambuscadă. Braddock a ordonat retragerea, dar a fost ucis. Aproximativ 1000 de soldați britanici au fost uciși sau răniți. Cei 500 de soldați rămași s-au retras în Virginia sub comanda lui Washington și Thomas Gage. 

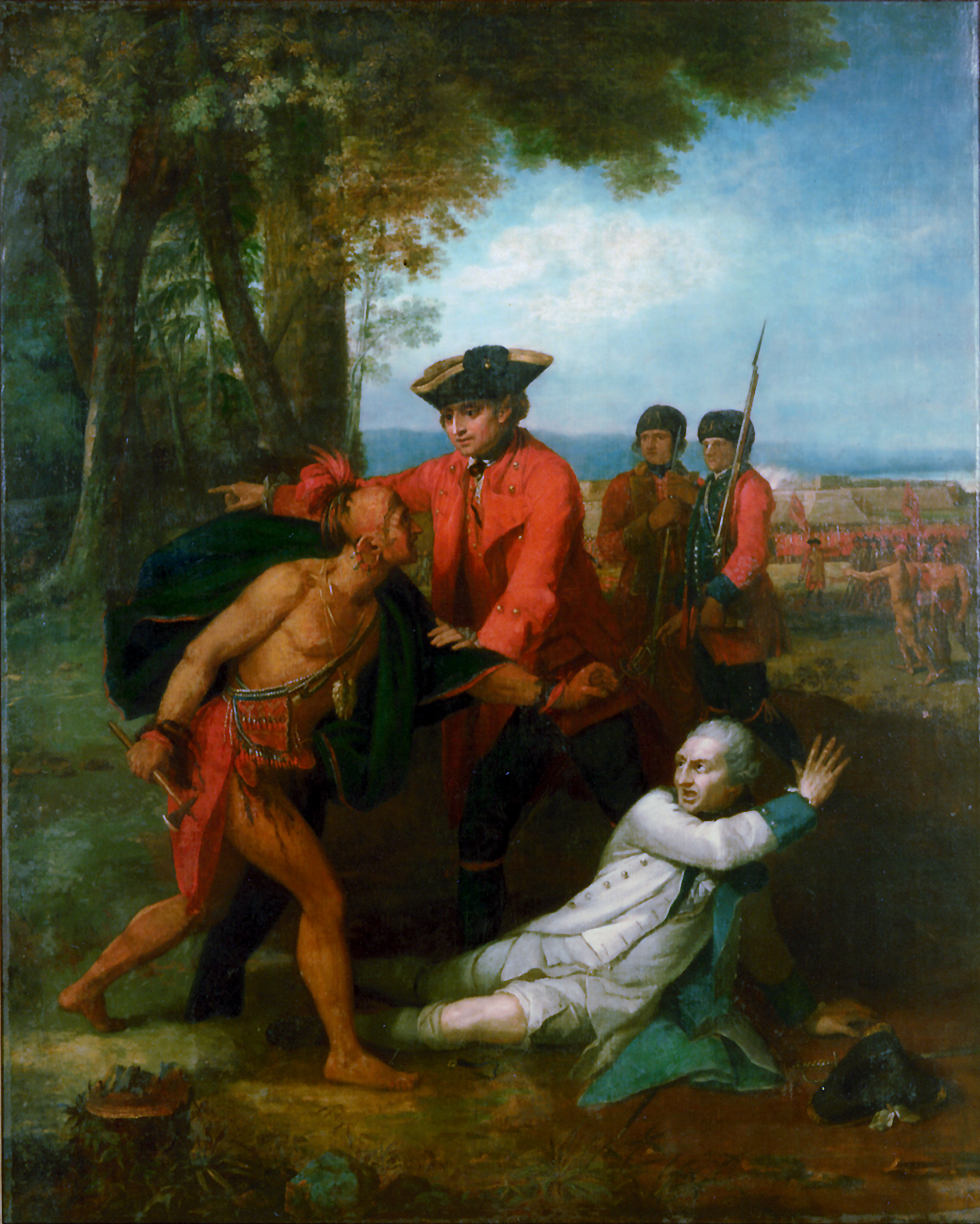
Johnson il salveaza pe Dieskau

Francezii au obținut planurile de război ale britanicilor, inclusiv cele ale activităților lui Shirley și Johnson. Eforturile lui Shirley de a fortifica Oswego au fost împotmolite de dificultățile logistice, exacerbate de lipsa de experiență a lui Shirley în gestionarea expedițiilor mari. Când era clar că nu mai era timp pentru o expediție împotriva fortului Ontario, Shirley a întărit garnizoanele la Oswego, Fort Bull și la Fort Williams. 
Expediția lui Johnson a fost mai bine organizată, fiind preocupat de alimentarea forturilor de pe Ohio, determinându-l pe baronul Dieskau să conducă apărarea Frontenacului împotriva atacului. Când Johnson a văzut amenințarea, Vaudreuil l-a trimis pe Dieskau la fortul Sf. Frederic pentru a preveni amenințarea. Dieskau a planificat atacarea taberei britanice de la Fort Edward în capătul de sus al râului Hudson, dar Johnson l-a fortificat puternic, iar sprijinul indian a lui Dieskau a fost reticent în a atacă. Cele două forțe s-au întâlnit în Bătălia de la Lacul George. Bătălia s-a dovedit a fi indecisiva, ambele părți retrăgându-se. Johnson a avansat, ajungând la fortul William Henry, iar francezii s-au retras la Ticonderoga Point, unde au început construcția fortului Carillon. Hendrick Theyanoguin a fost ucis, iar Dieskay a fost capturat de britanici. 
Colonelul Monckton a avut succes în capturarea fortului Beausejour. Pentru a reduce livrările vitale de arme pentru Louisburg, guvernatorul Charles Lawrence al Noii Scoții a ordonat deportarea populației franceze din zona. Forțele lui Monckton au alungați și expulzat mii de acadieni.
S-au mai produs ciociri în la Petitcodiac și la Bloody Creek, în apropiere de Annapolis Royal. 

## 1756-1757: Victorii franceze

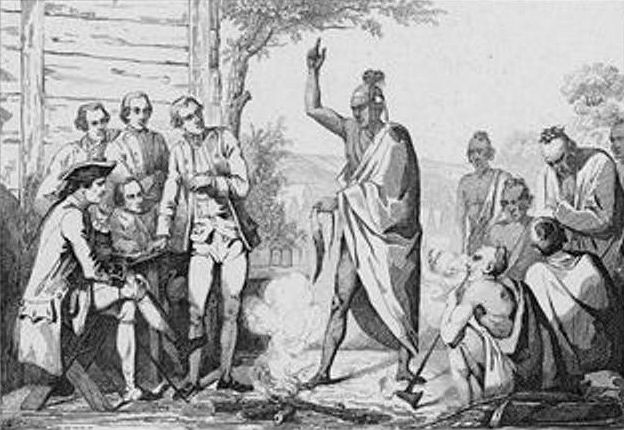
Conferinta dintre francezi si liderii indieni

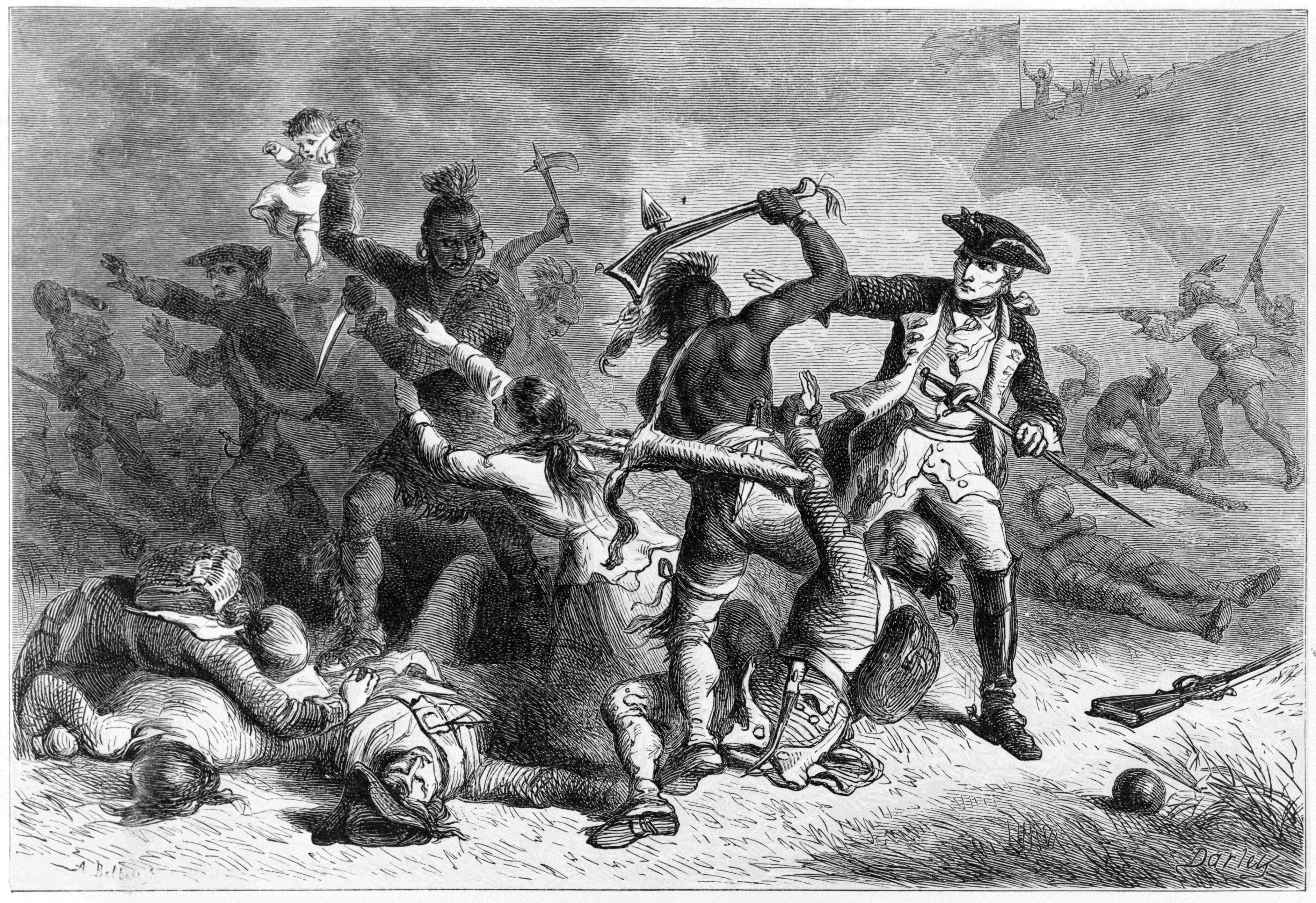
Montcalm incearca sa opreasca masacrul

După moartea lui Braddock, William Shirley a preluat comanda forțelor britanice din America de Nord. La o întrunire din Albany în decembrie 1755, și-a expus planurile pentru anul următor. A propus planuri pentru capturarea Niagara, Crown Point și Duquesne, și a propus atacarea fortului Frontenac pe malul de nord a lacului Ontario, precum și o expediție prin Maine și de-a lungul râului Chaudiere pentru atacarea orașului Quebec. Împotmolit de neînțelegeri și dispute și neacceptat de William Johnson și Sir Charles Hardy, planul lui Shirley a avut sprijin redus. 
Newcastle l-a înlocuit în ianuarie 1756 pe lordul Loudon cu generalul maior James Abercrombie. Nici unul dintre aceștia nu avea experiență. În mai au sosit întăririle franceze conduse de generalul maior Louis Joseph de Montcalm, Chevalier de Levis și colonelul Francois-Charles de Bourlamaque, toți veterani ai Războiului de Succesiune Austriac. 
La 18 mai, Anglia a declarat război Franței, războiul extinzându-se din Europa. 
Guvernatorul Vaudreuil, care își nutrea ambiția de a deveni comandantul suprem francez, a acționat în timpul iernii. Cercetașii au raportat lanțul slăbit de aprovizionare britanic, așa că a ordonat atacarea fortului Shirley. În luna martie, s-a desfășurat Bătălia de la Fort Bull, în care trupele franceze au distrus fortul și cantități mari de bunuri, inclusiv 45 000 de kg de praf de pușcă și au hărțuit garnizoană fortului Oswego, deja rămase fără provizii 
Forțele franceze au continuat să intrige indienii din întreagă zona, încurajându-i să desfășoare raiduri la frontieră britanică. Astfel, fluxuri de refugiați se duceau spre est pentru a stă cât mai departe de acțiunea războiului. 
Ajuns la Albany, Abercrombie a refuzat să ia măsuri semnificative până când Loudoun le-a aprobat. Montcalm a luat măsuri îndrăznețe, bazându-se pe hărțuirea lui Vaudreuil a garnizoanei de la Oswego, executând strategic mutarea sediului sau la Toconderoga, conducând atacul de succes pe Oswego. 
Deși a căzut de acord cu indienii în privința pradei deținuților, britanicii i-au împiedicat pe aceștia să obțină obiecte de valoare, fapt care i-a înfuriat pe indieni. 
Loudon, un administrator capabil și precaut, a planificat o operațiune majoră în 1757: un atac asupra capitalei Noii Franțe , Quebec. Lăsând o forță considerabilă la Fort William Henry pentru a distrage atenția lui Montcalm, a început organizarea expediției planificate. A atacat mai întâi Louisburg, însoțit de William Pitt. A fost copleșit de întârzieri, a navigat pe Halifax, ajungând la Nova Scoția la începutul lunii august. Între timp, corăbiile franceze au scăpat de blocada britanică de pe coasta franceză. Confruntați de o forță numerică superioară în fața francezilor, Loudoun a revenit la New York pentru a înștiința că un masacru a avut loc la Fort William Henry. 
Forțele franceze, cercetași din Canada și indieni au hărțuit fortul William Henry , iar în ianuarie, britanicii au fost supuși unei ambuscade în apropiere de Ticonderoga. În februarie au lansat un raid pe lacul înghețat George, distrugând clădirile britanice. La începutul lunii august, Montcalm și cei 7000 de soldați francezi au asediat fortul care a capitulat, iar soldații britanici s-au retras condiționat. Când a început retragerea, unii dintre aliații indieni ai lui Montcalm, înfuriat de dispută în privința prăzii, a atacat coloana britanică, ucigând și capturând sute de bărbați, femei, copii și sclavi. 
Între timp, variola s-a răspândit la populații indiene îndepărtate.

## 1758-1759: Cucerirea britanică

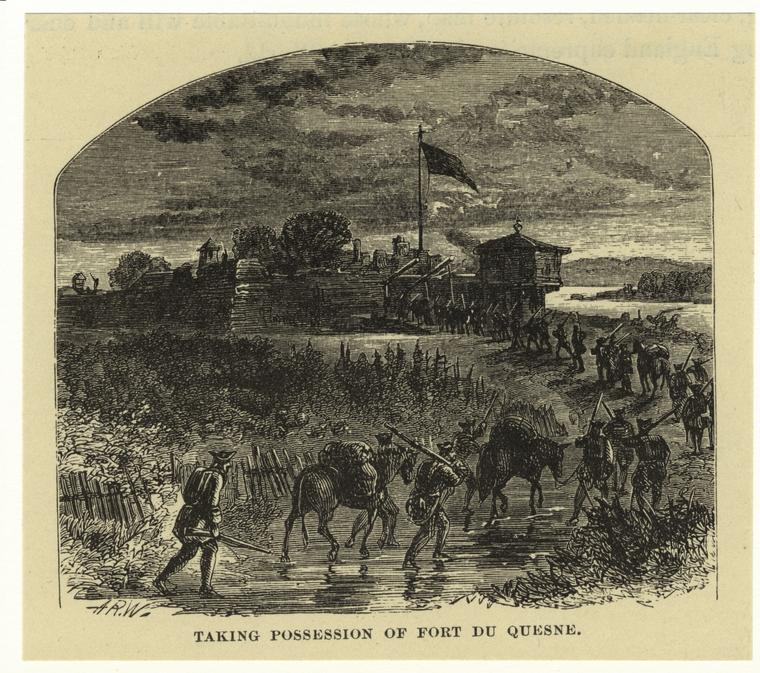
Fort Duquesne

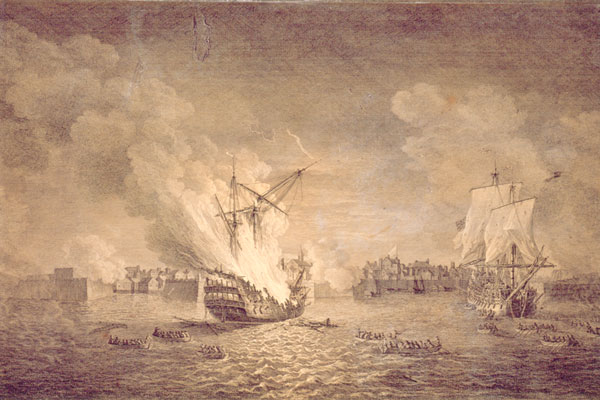
Asediul Louisburg

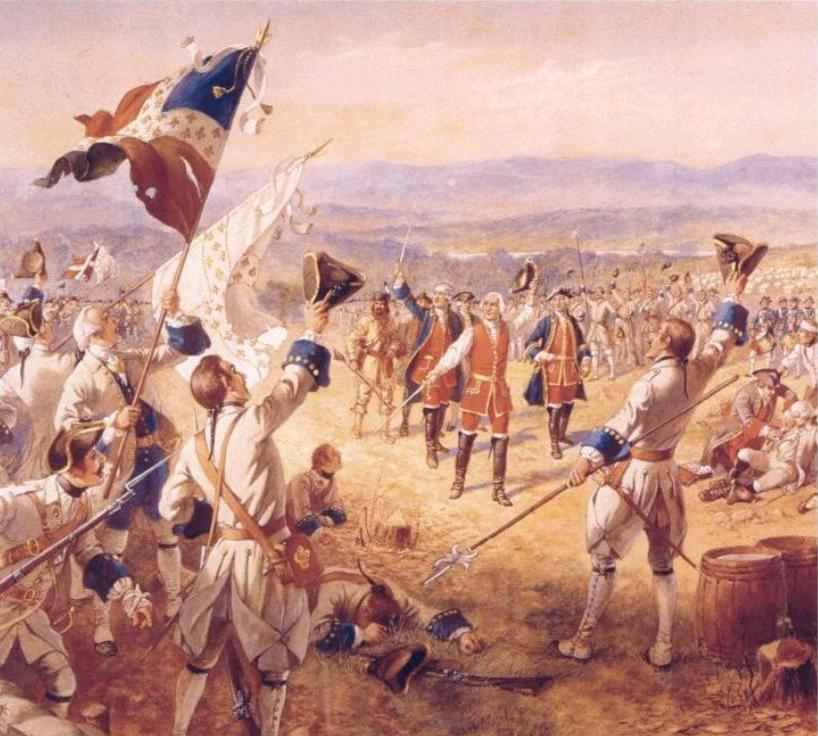
Batalia de la Carillon

Vaudreuil și Montcalm au primit provizii, în timp ce blocada britanică limita transportul maritim francez. Situația Noii Franțe a fost exacerbată de o recolta proastă în urma unei ierni dificile, apărând totodată acuzații de corupție la adresa lui Francis Bigot. 
Un focar imens de variolă a izbucnit printre triburile indiene din vest. 
Montcalm și-a concentrat resursele pentru apărarea Sfântului Laurențiu, pentru a apăra Carillon, Quebec și Louisburg, în timp ce Vaudreuil desfășura fără succes raidurile împotriva britanicilor. 
Eșecurile britanice în America de Nord, combinate cu eșecurile de pe continentul european, au dus la căderea guvernului Newcastle și a ducelui de Cumberland. Newcastle și Pitt au constituit o coaliție incomodă în care Pitt domină planificarea militară. A făcut planuri pentru campania din 1758. L-a înlocuit pe Abercrombie din funcția de comandant suprem după eșecurile din anul precedent. A cerut trei acțiuni ofensive majore ce implică un număr mare de trupe regulate, susținute de milițiile provinciale, care vizau capturarea Noii Franțe. Două dintre aceste expediții au avut succes, Fort Duquesne și Louisburg fiind capturate de forțele britanice. 

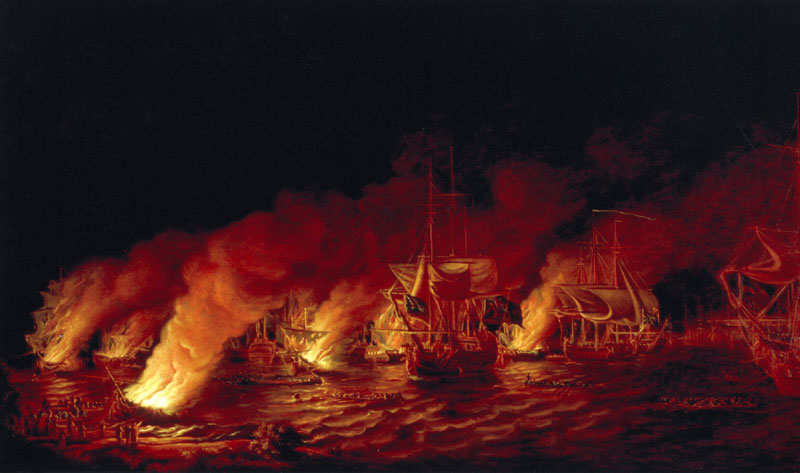
Infrangerea flotei franceze inainte de Quebec

Expediția lui Forbes a fost o campanie britanică organizată în octombrie 1758, cu 6000 de soldați conduși de generalul John Forbes care a respins francezii din teritoriul disputat al Ohio. După ce avansul britanic către fortul Duquesne a fost respins pe 14 septembrie, francezii s-au retras din acest fort, lăsându-i pe britanici să controleze Valea Râului Ohio. Marea fortăreața franceză de la Louisburg din Nova Scoția a fost capturată ulterior. 
A treia invazie a fost oprită de o victorie improbabilă franceză în Bătălia de la Carillon, în care 3600 de soldați francezi au învins forțele lui Abercombie de 18 000 de soldați și miliții, precum și aliați indieni în afara fortului denumit "Carillon" de francezi și "Ticonderoga" denumit de britanici. 
Abercombie s-a salvat de pe urma dezastrului după ce l-a trimis pe John Bradstreet într-o expediție de succes în care a distrus fortul Frontenac și a furat proviziile destinate forturilor vestice ale Noii Franțe și blănurile destinate Europei. Abercrombie a fost rechemat și înlocuit de Jeffery Amherst, victorios la Louisburg. 
Noul ministru de externe francez, ducele de Choiseul, a decis invadarea Britaniei, pentru a retrage armata britanică din America de Nord și pentru ca francezii să câștige în apropiere de casă. Invazia a eșuat, iar Pitt a planificat noi operațiuni împotriva Noii Franțe, și a trimis fonduri către Prusia, aliatul britanic. Flota franceză a eșuat în 1759 în bătăliile de la Lagos și Quiberon Bay. Dar corăbiile franceze de aprovizionare au reușit să respingă blocada britanică de pe coasta franceză. 

## 1759-1763

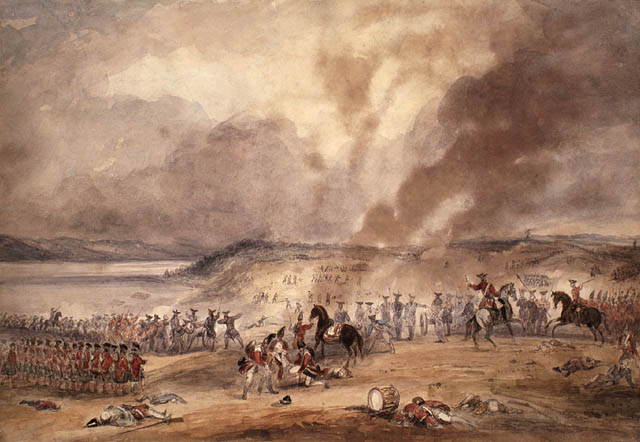
Batalia de la Sainte-Foy

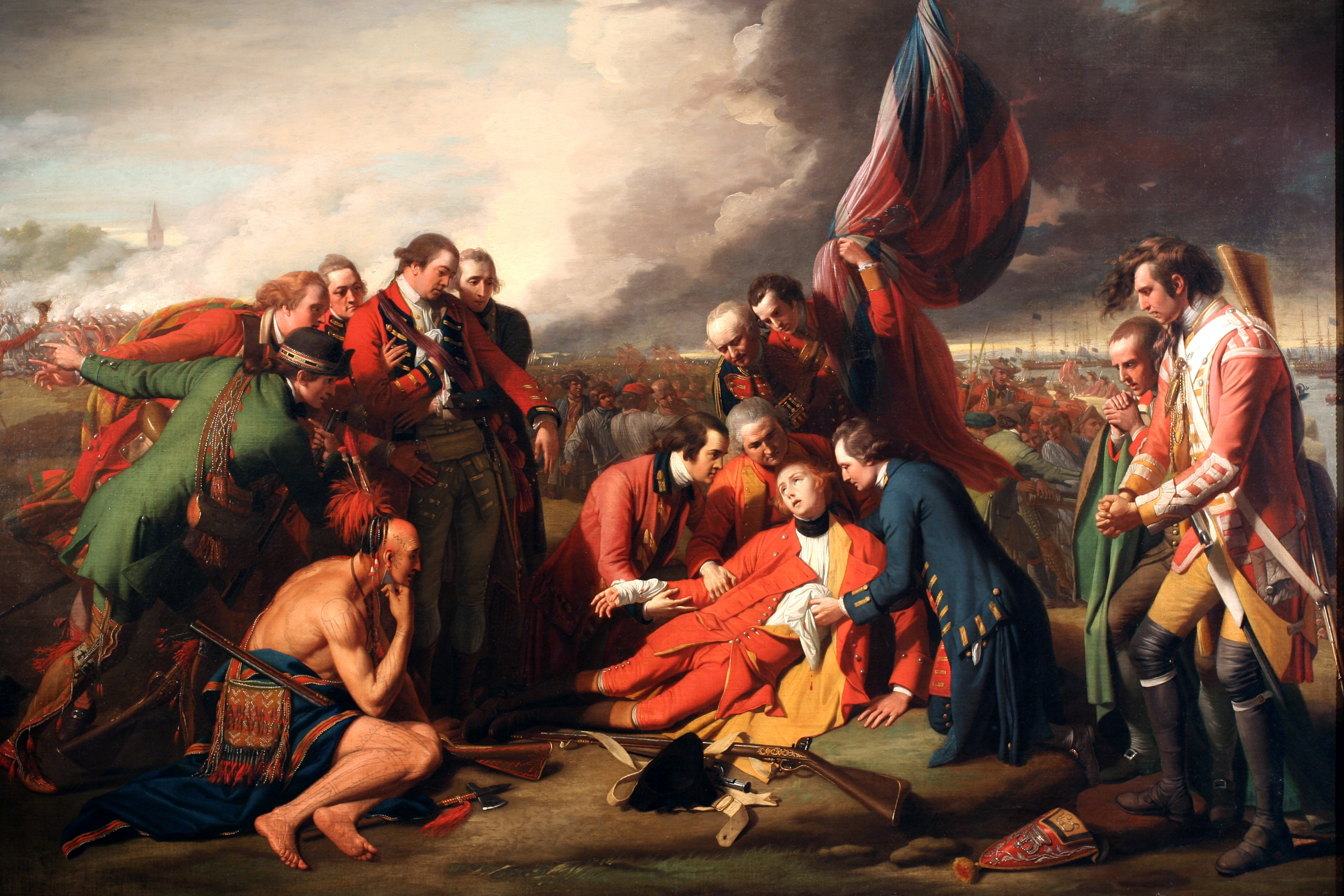
Bătălia de la Câmpul lui Abraham

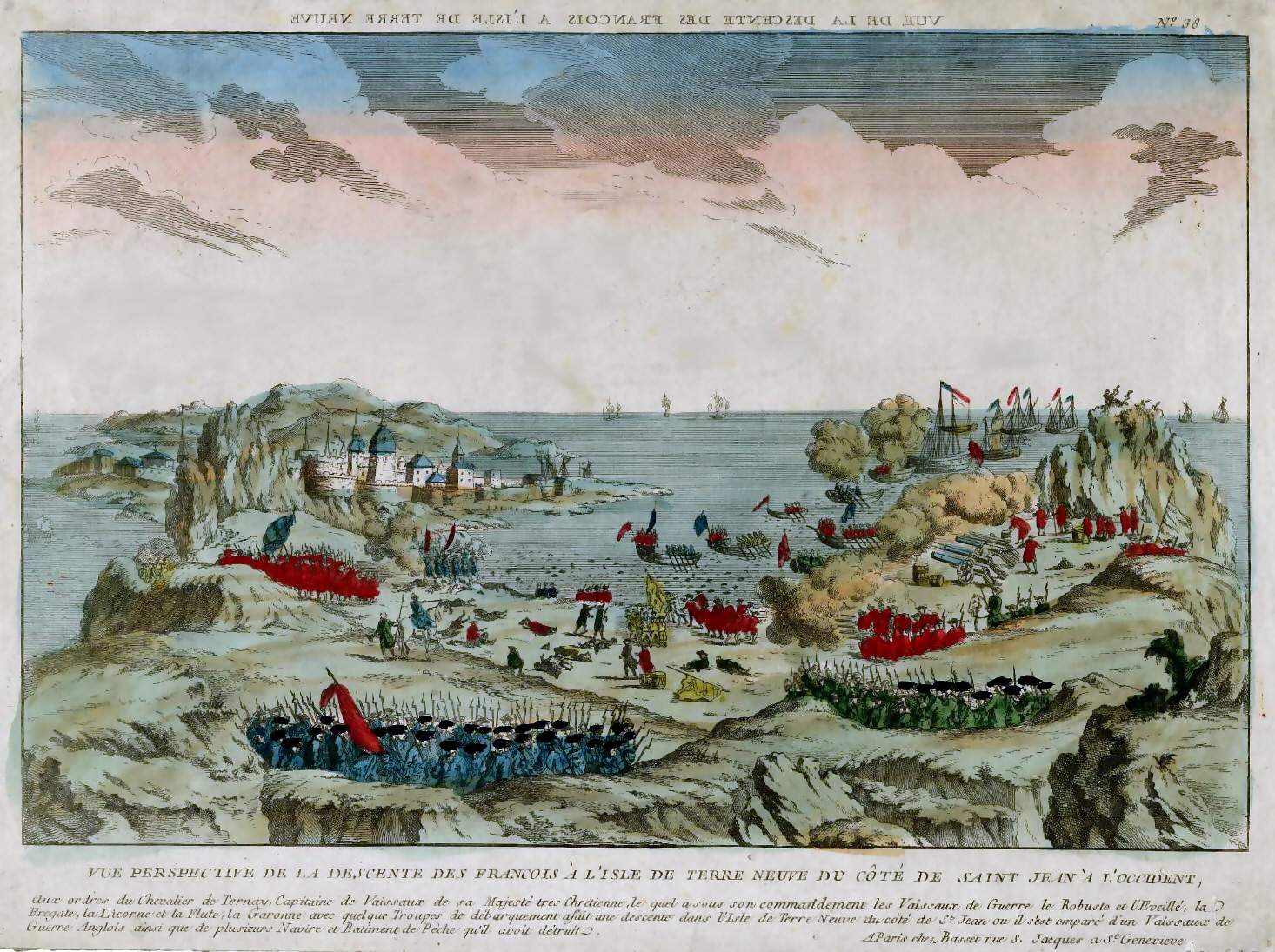
Batalia de la Signal Hill

Victoriile britanice au continuat pe toate fronturile în anul 1759, când au capturat în cele din urmă Ticonderoga. James Wolfe l-a învins pe Montcalm la Quebec și i-a învins pe francezi la fortul Niagara, tăind frontiera de forturi ale francezilor spre vest și sud. Victoria a fost completă în 1760, când , în ciuda pierderii Quebec în Bătălia de la Sainte-Foy, britanicii au fost capabili să prevină sosirea corăbiilor franceze în Bătălia de la Restighouche când armatele mărșăluiau în Montreal din trei părți. 
În septembrie 1760, Guvernatorul Vaudreuil a negociat capitularea cu generalul Amherst. Amherst a respectat cererea ca fiecare resident francez care alege să rămână în colonie să fie liber și să continuă să-și mențină tradiția romano-catolică și să-și păstreze proprietățile. Britanicii au tratat francezii bolnavi și răniți, iar trupele regulate franceze s-au întors în Franța, păziți de flota britanică. 
Deși ostilitățile păreau că încetează, francezii au împrejurat St John, Newfoundland. Când generalul Amherst a auzit de atacul surpriză, a mobilizat repede trupe sub comandă nepotului sǎu , William Amherst, care a recăpătat controlul asupra Newfoundland după Bătălia de la Signal Hill din septembrie 1762. 
Multe trupe din America de Nord au participat în acțiunile britanice viitoare în Indiile de Vest, capturând Havana de la spanioli atunci când Spania s-a aliat cu Franța și împotriva Martinique. 
Generalul Amherst a menținut tranziția forturilor franceze din vest sub controlul britanic. Politicile introduse au deranjat indienii, contribuind la rebeliunea lui Pontiac din 1763. O serie de atacuri asupra forturilor de la frontieră și așezări au dus la mobilizarea trupelor britanice, conflictele fiind rezolvate abia în 1766. 

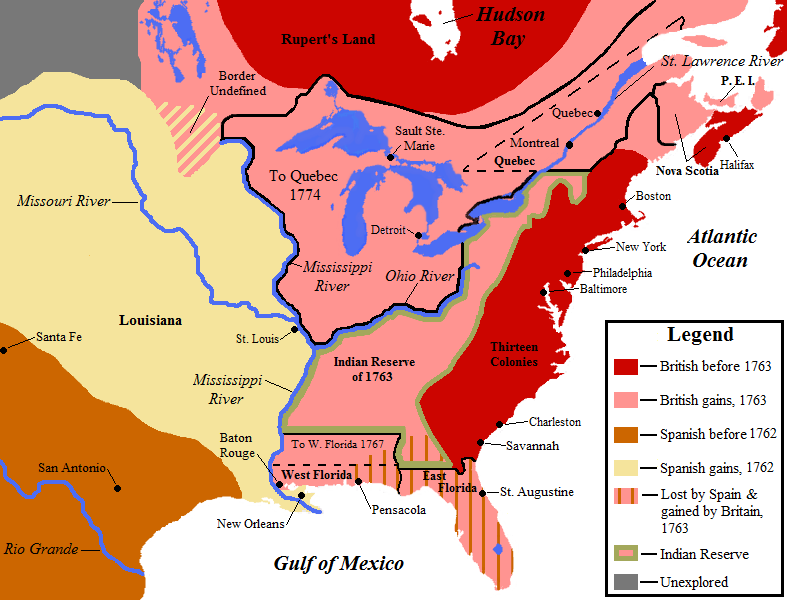
America de Nord in 1762-1783

Războiul din America de Nord a fost oficial încheiat cu semnarea Tratatului de la Paris din 10 februarie 1763, când războiul european a fost și el încheiat prin Tratatul de la Hubertusburg din 15 februarie. Britanicii au oferint francezilor alegerea de a preda posesiuni din America de Nord de la est de Mississippi sau insulele Guadeloupe și Martinique din Caraibe, ocupate de britanici. Francezii au ales să cedeze posesiunile din America de Nord, dar au putut negocia pentru păstrarea Saint Pierre și Miquelon, două insule mici din golful Sfântului Laurențiu, cu zone de pescuit. 
Vedeau potențialul economic al insulelor din Caraibe datorită producției zahărului, ce putea fi mai bine apărată. 
Britancii au obținut Noua Franța. Spania, care a oferit Florida către britanici, a reobținut Cuba. De asemenea, au obținut Lousiana, incluzând New Orleans de la Franța drept compensație pentru pierderile lor. Marea Britanie și Spania au ajuns la un acord în privința navigației pe râul Mississippi, fiind deschis pentru toate națiunile.